# Kupea jonii
Kupea jonii là một loài thực vật có hoa trong họ Triuridaceae. Loài này được Cheek mô tả khoa học đầu tiên năm 2003.